# Namur

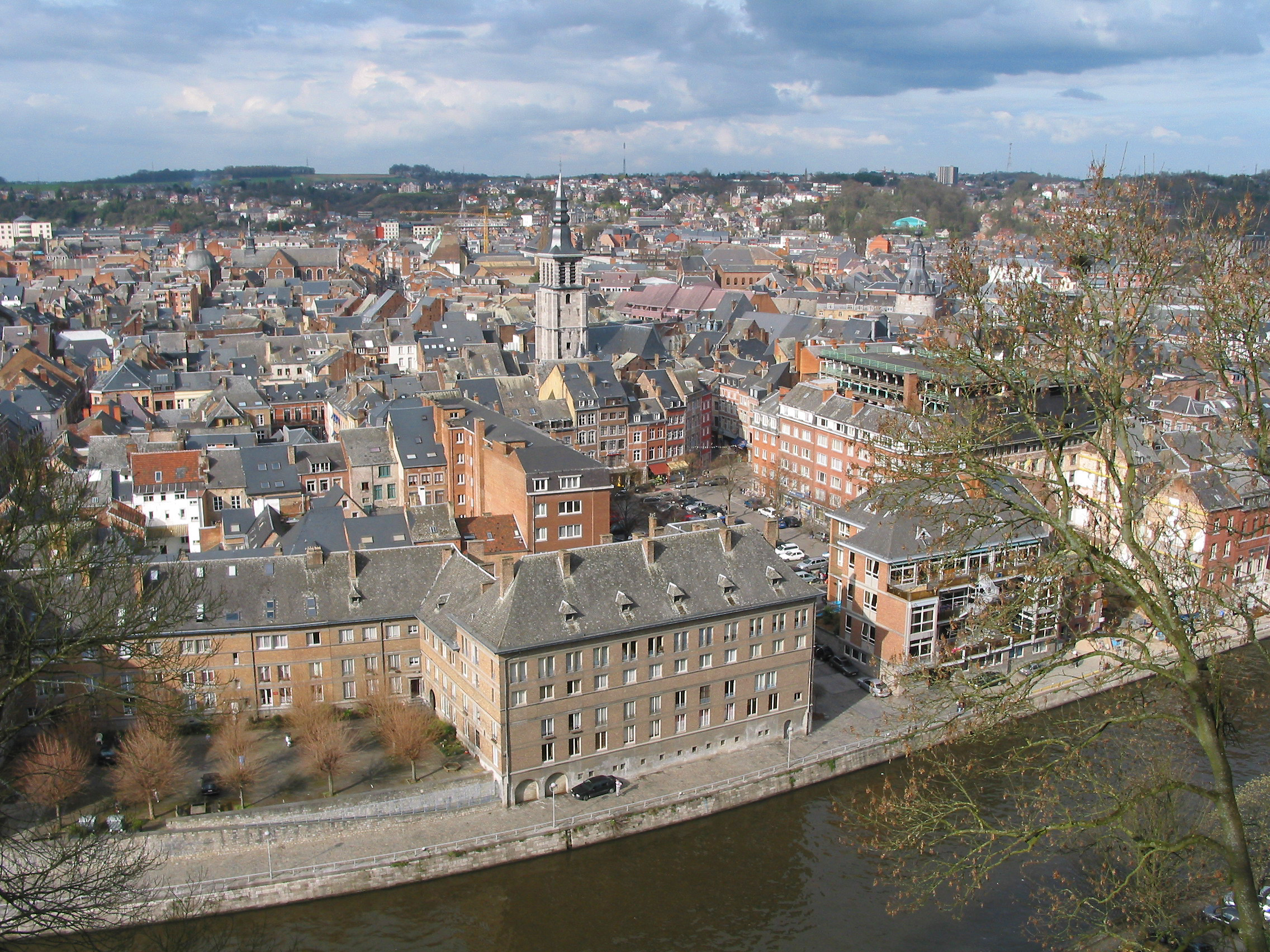
Centrum miasta. W środku strzelista wieża kościoła pw. św. Jana Chrzciciela (Saint-Jean-Baptiste)

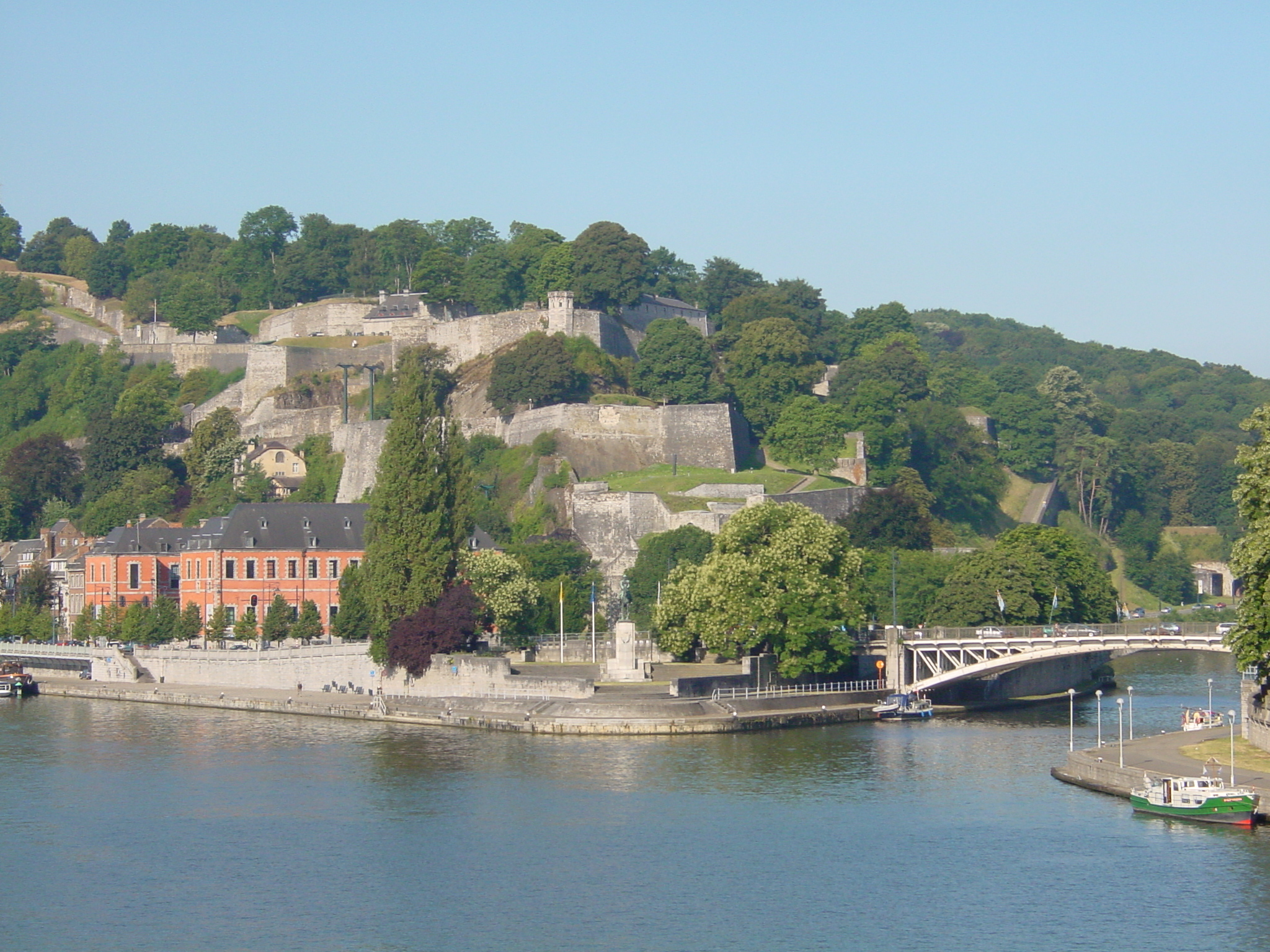
Cytadela i siedziba parlamentu Walonii Hospice Saint-Gilles (czerwony budynek). Ujęcie z mostu na Mozie

Namur (nld. Namen, niem. Namür, wa. Nameur) – miasto w Belgii, siedziba administracyjna Regionu Walońskiego, prowincji Namur, oraz okręgu Namur. 1 stycznia 2024 roku liczyło 114 142 mieszkańców. Leży u ujścia rzeki Sambry do Mozy. Pod względem liczby mieszkańców jest największym miastem w prowincji.

## Historia
Ważny ośrodek już w czasach celtyckich i rzymskich. Przecinały się tu ważne szlaki handlowe przez Ardeny.
Namur zyskał jeszcze na znaczeniu we wczesnym średniowieczu, kiedy to Merowingowie zbudowali zamek na skalistym wzgórzu przy ujściu Sambry do Mozy. W X wieku nadano mu prawa miejskie. Miasto rozwijało się jedynie na północnym brzegu Mozy (południowy należał do włości diecezji Liège, jako Jambes, obecnie dzielnica Namuru). W 1262 Namur wszedł w skład Flandrii, a w 1421 – Burgundii.
W XVII i XVIII w. miasto kilkakrotnie zmieniało przynależność. W 1692 r. doszło do oblężenia miasta. Należało do Niderlandów Hiszpańskich, Francji, a od 1713 roku do Habsburgów Austriackich. Każdy kolejny władca rozbudowywał i wzmacniał jego cytadelę.
W 1794 po rewolucji francuskiej Namur został, podobnie jak całe Niderlandy i część Niemiec wcielony do Francji. Po klęsce Napoleona w 1815, na mocy kongresu wiedeńskiego został częścią Królestwa Zjednoczonych Niderlandów, a po rewolucji z 1830 – Belgii. W 1887 ponownie przebudowano cytadelę.
Silnie ufortyfikowane miasto było ważnym celem wojsk niemieckich podczas obydwu wojen światowych w XX w. Podczas I wojny światowej cytadela upadła zaskakująco szybko – po zaledwie trzech dniach i miasto pozostało pod okupacją do końca wojny. Również w II wojnie światowej miasto poniosło ciężkie zniszczenia.

## Podział administracyjny
W skład miasta wchodzą 24 dzielnice (section):
- Beez
- Belgrade
- Boninne
- Bouge
- Champion
- Cognelée
- Daussoulx
- Dave
- Erpent
- Flawinne
- Gelbressée
- Jambes
- Lives-sur-Meuse
- Loyers
- Malonne
- Marche-les-Dames
- Naninne
- Saint-Marc
- Saint-Servais
- Suarlée
- Temploux
- Vedrin
- Wépion
- Wierde

## Zabytki
- Katedra pw. św. Albana (Saint-Aubain) z XVIII w.
- pałac biskupów z XVIII w.
- kościół pw. św. Jana Chrzciciela (Saint-Jean-Baptiste) z XVI w.
- beffroi z XIV w.
- wieża Marie Spilar z XIV w.
- kościół pw. NMP (Notre-Dame) z XVIII w.
- arsenał z XVII w.
- Hospice Saint-Gilles, siedziba parlamentu Walonii z XVII w.
- Teatr Królewski z XIX w.
- zamek Miranda z XIX w.

## Gospodarka
Rozwinięty przemysł maszynowy, chemiczny, metalowy, włókienniczy, skórzany, ceramiczny, szklarski i spożywczy. Ważny węzeł kolejowy i drogowy na kierunkach północ-południe (Bruksela – Luksemburg) i wschód-zachód (Liège – Lille). Dużą rolę odgrywa też transport rzeczny po Mozie.
W mieście znajduje się stacja kolejowa Namur.

## Współpraca
Miejscowości partnerskie:
- Adrano, Włochy
- Bandung, Indonezja
- Belmont, Stany Zjednoczone
- Biedenkopf, Niemcy
- Bordeaux, Francja
- Bourg-en-Bresse, Francja
- Charleville-Mézières, Francja
- Hue, Wietnam
- Kluż-Napoka, Rumunia
- La Charité-sur-Loire, Francja
- Lafayette, Stany Zjednoczone
- Longeau-Percey, Francja
- Longuenesse, Francja
- Loyettes, Francja
- Masina, Demokratyczna Republika Konga
- Montreal, Kanada
- Namur, Kanada
- Namur, Stany Zjednoczone
- Neustadt an der Weinstraße, Niemcy
- Ōgaki, Japonia
- Oostduinkerke, Flandria Zachodnia
- Pontailler-sur-Saône, Francja
- Prisztina, Kosowo
- Qixia, Chiny
- Québec, Kanada
- Saint-Fargeau-Ponthierry, Francja
- Subotica, Serbia
- Victoriaville, Kanada